# Spiraea canescens
Spiraea canescens là loài thực vật có hoa trong họ Hoa hồng. Loài này được D. Don miêu tả khoa học đầu tiên năm 1825.

## Hình ảnh

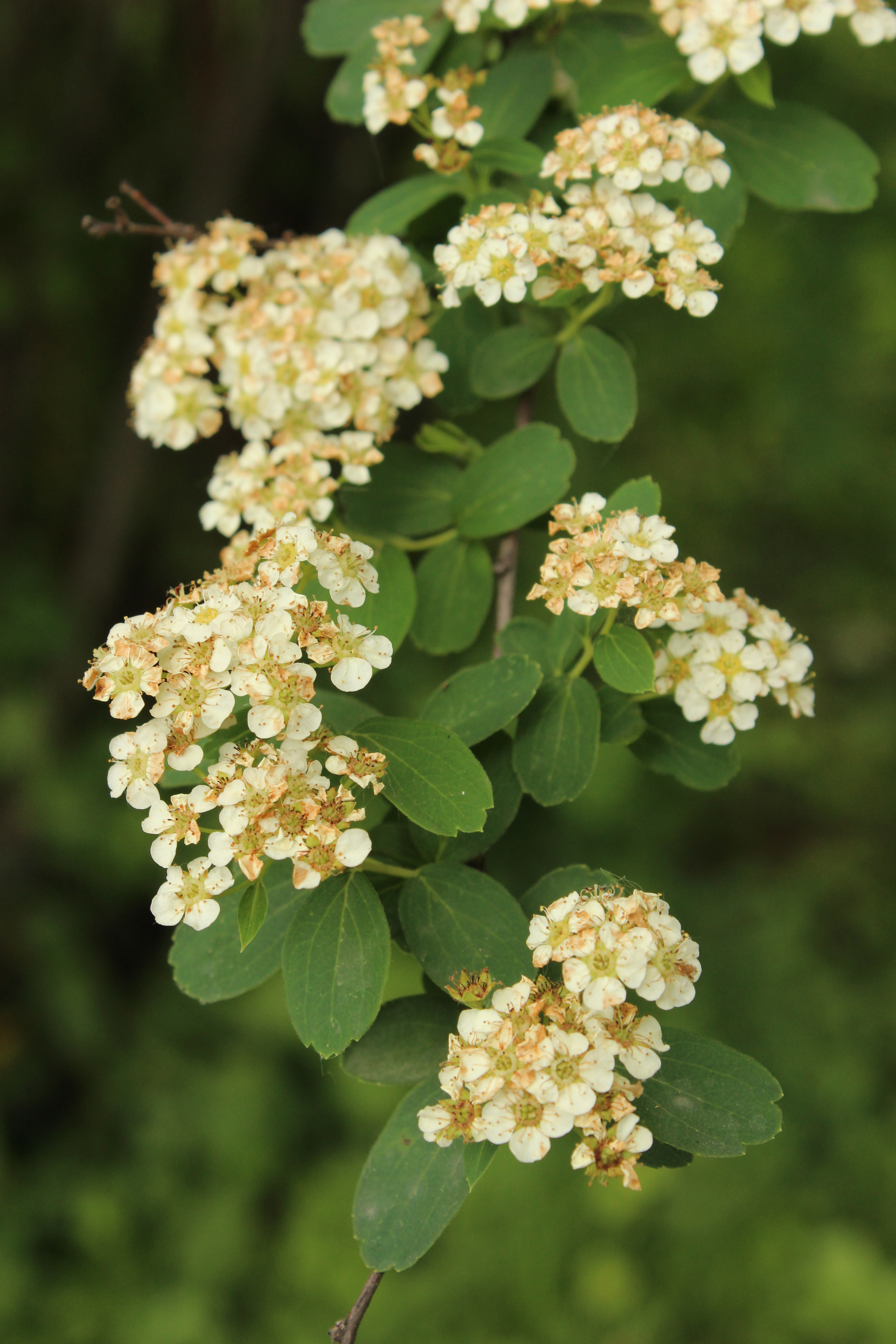